# Marion von Wartenberg

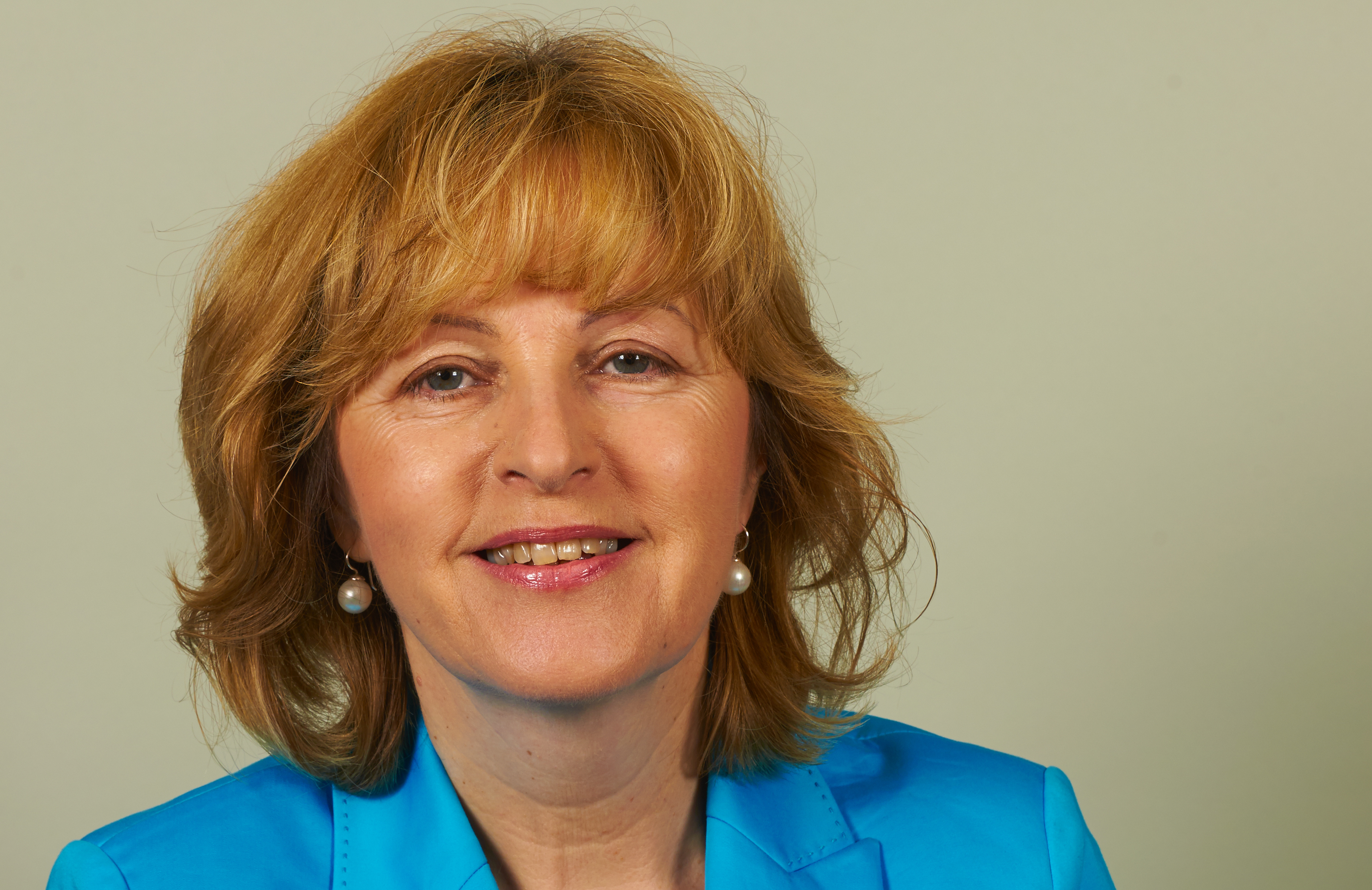
Marion von Wartenberg im Mai 2013

Marion von Wartenberg (* 21. Oktober 1957 in Stuttgart) ist Mitglied im Präsidium des Deutschen Evangelischen Kirchentags und ehemalige Staatssekretärin im Ministerium für Kultus, Jugend und Sport Baden-Württemberg.

## Leben und Beruf
Nach der Ausbildung zur Erzieherin leitete sie bis 1980 eine Kindertageseinrichtung. In den Jahren 1981 bis 1984 absolvierte sie eine Ausbildung zur Ergotherapeutin. Im Anschluss übernahm sie eine dreijährige Tätigkeit als stellvertretende Abteilungsleiterin und Fachlehrerin bei der Stiftung Rehabilitation Heidelberg an der Stephen-Hawking-Schule in Neckargemünd. Neben ihrem Beruf studierte sie Deutsch und Evangelische Theologie an einer Pädagogischen Hochschule. Zwischen 1988 und 2008 konnte sie bei der württembergischen Landeskirche als Klinik- und Altenseelsorgerin weitere berufliche Erfahrungen sammeln. Ihr Schwerpunkt lag in Begleitung schwerkranker Kinder und ihrer Angehörigen, der Altenseelsorge sowie Dozententätigkeit in der Kranken- und Altenpflegeschule.
Von 2008 bis 28. Februar 2013 war sie stellvertretende Vorsitzende des DGB-Bezirk Baden-Württemberg. Von März 2013 bis Mai 2016 war sie politische Staatssekretärin im Ministerium für Kultus, Jugend und Sport. Bei der Landtagswahl in Baden-Württemberg 2016 kandidierte sie im Wahlkreis Stuttgart III für die SPD, verfehlte jedoch ein Mandat.
Von Wartenberg ist verheiratet und hat ein Kind.

## Engagement
- Alternierende Vorsitzende des Berufsbildungsausschusses Hauswirtschaft (seit 1991)
- Ehrenamtliche Vorsitzende der DGB-Frauenarbeit (1998)
- Vorsitzende des Ausschusses Arbeitsmarktpolitik beim Landesarbeitsamt Baden-Württemberg (LAA BaWü) (1998–2003)
- Vorsitzende des Landesfrauenrats Baden-Württemberg (2000–2005)[4]
- Beratendes Mitglied Enquetekommission „Demographischer Wandel“ (2005)
- Vorsitzende der „Aktion Jugendschutz“ Baden-Württemberg[5] (seit 2006)
- Externes Mitglied der Enquetekommission „Fit in der Wissensgesellschaft“ (2009)[6]
- Präsidiumsmitglied des Deutschen Evangelischen Kirchentags[7]
- Stellvertretende Vorsitzende der Arbeitsgemeinschaft für Arbeit in der SPD Baden-Württemberg (seit 2007)[8]
- Alternierend Vorsitzende der Vertreterversammlung Deutsche Rentenversicherung BW (seit 2008)
- Stellvertretende DGB-Landesvorsitzende (bis 2013): Tätigkeitsbereiche Frauenpolitik, Bildungspolitik, Jugendpolitik und Medienpolitik; Vertreterin im Ausbildungspakt des Landes und Aufsichtsratsmitglied der Dualen Hochschule Baden-Württemberg
- Mitglied im Rundfunkrat des SWR[9] (seit 2008)
- Mitglied „Forum Chancengleichheit“ Wirtschaftsministerium (seit 2008)
- Stellvertretende Vorsitzende des Krebsverbands BW[10] (seit 2009)

## Auszeichnungen
- Bundesverdienstkreuz (2002)
- Verdienstorden des Landes Baden-Württemberg (2006)
- Wirtschaftsmedaille des Landes Baden-Württemberg (2012).